# Métropole d'Étolie et d'Acarnanie
La Métropole d'Étolie et d'Acarnanie (en grec byzantin : Ιερά Μητρόπολις Αιτωλίας και Ακαρνανίας) est un évêché de l'Église orthodoxe de Grèce. Elle est située en Grèce occidentale et compte 212 paroisses et 15 monastères. Elle a son siège à Missolonghi.

## La cathédrale
- C'est l'église Saint-Spyridon de Missolonghi.

## Les métropolites
- Kosmás (né Konstantínos Papachrístos près d'Agrínio en 1945) de 2005 à 2022.

## Le territoire

### Doyenné de Missolonghi
53 paroisses dont :
- Missolonghi (5 paroisses)
- Étoliko (2 paroisses)
- Katochi (1 paroisse)
- Mataranga (1 paroisse)
- Neochorio (1 paroisse)

### Doyenné d'Agrinio
53 paroisses dont :
- Agios Konstantinos (2 paroisses)
- Agrinio (9 paroisses)
- Panétoliko (2 paroisses)

### Doyenné d'Amphilochie
41 paroisses dont :
- Amphilochie (2 paroisses)

### Doyenné d'Astakos
18 paroisses dont :
- Astakos (1 paroisse)

### Doyenné de Vonitsa
11 paroisses dont :
- Sklavaina (1 paroisse)

### Doyenné de Pamphio
34 paroisses dont :
- Myrtia (2 paroisses)
- Thermo (2 paroisses)

## Les monastères

### Monastères d'hommes
- Monastère Sainte-Miséricordieuse à Missolonghi
- Monastère de l'Entrée au Temple de la Mère de Dieu à Myrtia
- Monastère de la Nativité de la Mère de Dieu à Rétha
- Monastère Saint-Georges à Astakos

### Monastères de femmes
- Monastère de la Nativité de la Mère de Dieu à Katerinon
- Monastère de la Dormition de la Mère de Dieu  à Ligovitsio
- Monastère Saint-Syméon à Missolonghi
- Monastère du Pantocrator à Angelokastro

## Solennités locales
- La fête de saint Spyridon, le 12 décembre, à Missolonghi.
- La fête de saint Christophe, le 9 mai, à Agrinion.
- La fête de saint Pantéléïmon, le 27 juillet, à Missolonghi.
- La fête de saint Côme d'Étolie, le 24 août, à Thermon.
- La fête de tous les saints d'Étolie et d'Acarnanie, le Dimanche de l'aveugle-né (Dimanche avant l'Ascension).
- La fête de saint Jean, néomartyr à Agrinion.
- La fête de la Sortie de Missolonghi le Dimanche des Rameaux.
- La fête de saint Blaise de Sklavaina (Xiroméron).
- La fête des saints apôtres à Kapsorachi le 30 juin.
- La fête de saint Athanase à Amphilochie.
- La fête de saint Cyprien du Panétolio.

## Les sources
- (el) Le site de la métropole : http://www.imaa.gr
- Les diptyques de l'Église de Grèce, éditions Diaconie apostolique, Athènes (édition annuelle).